# برانسویک جانکشن (استرالیای غربی)
برانسویک جانکشن (به انگلیسی: Brunswick Junction) یک شهرک در استرالیا است که در استرالیای غربی واقع شده‌است.